# 경주 귀후재
경주 귀후재(慶州 歸厚齋)는 대한민국 경상북도 경주시 안강읍 옥산리에 있는 조선시대의 건축물이다. 2014년 2월 17일 경상북도의 문화재자료 제618호로 지정되었다.

## 개요
조선후기에 가면 각 마을마다 자제들을 교육하기 위한 서당, 강학당을 건립해 나가는 것이 일반적인 추세였다. 귀후재도 이 범주에 속하는 문중자제들을 위한 강학당이다. 역사적인측면에서 귀후재는 옥산에 약 450여년간 세거해온 여강이씨의 대표적인 강학당(講學堂)이라는 점에서 역사성을 부여할 수 있다.
인근 양동마을의 대표적인 서당인 강학당(講學堂, 중요민속문화재 제83호, 1870년 건립), 안락정(安樂亭, 중요민속문화재 제82호, 1780년 건립) 보다 건립시기가 이르고 한국전쟁 이후까지도 26세손인 이지하(李志厦)에 의해 강학기능이 유지되었다는 점을 고려해 볼 때 문화재로 지정하여 보존ㆍ관리하는 것이 바람직할 것으로 판단되어 문화재자료로 지정한다.

## 같이 보기
- 경주 양동마을 강학당
- 경주 양동마을 안락정

## 참고 자료
- 경주 귀후재 - 국가유산청 국가유산포털